# فهرست الشعر النبطي
فهرست الشعر النبطي كتاب للأكاديمي السعودي سعد الصويان، صدرت الطبعة الأولى منه عام 2001م. ورصد فيه المؤلف كل ما هو منشور من نتاج شعراء وشاعرات الحاضرة والبادية باللهجة العامية.

## محتوى الكتاب
- رتب سعد الصويان الشعراء في كتاب فهرست الشعر النبطي على طريقة حروف الهجاء، ثم الشاعرات بنفس الطريقة، ثم وضع باباً للمجهولين من الشعراء والشاعرات.
- وضع حدوداً موضوعية وزمانية ومكانية للفهرست، فقد اقتصر المؤلف على شعر النظم واستبعد شعر القلطة والدحة وأحادي الخيل والأشعار ذات الطابع الأسطوري.
- الحدود المكانية فتبدأ من وسط الجزيرة العربية ومناطقها الشمالية وصولاً إلى صحراء الشام والعراق شمالاً، وإلى المناطق الساحلية شرق الجزيرة وغربها وجنوبها.
- الحدود الزمانية تبدأ من أقدم النماذج التي وصلت إلينا من الشعر النبطي، وتنتهي بنهاية الفترة الكلاسيكية والتي تأتي تاريخياً بعد توحيد المملكة العربية السعودية على يد الملك عبدالعزيز آل سعود.[3][4]